# Municipio de Clear Creek (condado de Nemaha)
El municipio de Clear Creek (en inglés: Clear Creek Township) es un municipio ubicado en el condado de Nemaha en el estado estadounidense de Kansas. En el año 2010 tenía una población de 115 habitantes y una densidad poblacional de 1,24 personas por km².

## Geografía
El municipio de Clear Creek se encuentra ubicado en las coordenadas 39°57′27″N 96°10′58″O / 39.95750, -96.18278. Según la Oficina del Censo de los Estados Unidos, el municipio tiene una superficie total de 92.64 km², de la cual 92,64 km² corresponden a tierra firme y (0 %) 0 km² es agua.

## Demografía
Según el censo de 2010, había 115 personas residiendo en el municipio de Clear Creek. La densidad de población era de 1,24 hab./km². De los 115 habitantes, el municipio de Clear Creek estaba compuesto por el 99,13 % blancos y el 0,87 % eran de una mezcla de razas. Del total de la población el 0 % eran hispanos o latinos de cualquier raza.